# Маленькие истории
«Маленькие истории» — некоммерческий историко-просветительский проект, предназначенный для коллекционеров, любителей старины и просто для всех интересующихся российской и, отчасти, зарубежной историей. При этом исторические события и факты раскрываются через старинные артефакты, большинство из которых входят в частную коллекцию основателя проекта — журналиста А. Ю. Кирпичникова. Коллекция включает в себя старинные предметы быта, периодические издания и книги XIX—XX веков, картины и литографии, граммофоны и патефоны, теле- и радиоприборы первой половины XX века, а также портреты и бюсты, старинные почтовые открытки и грампластинки и пр.
В 2015 и 2018 годах проект «Маленькие истории» становился лауреатом Премии Рунета.
В 2016 году проект организовал в Москве, Мурманске и Мончегорске выставку «Дети безоблачного неба», посвящённую судьбам испанских детей, эвакуированным в СССР во время гражданской войны в Испании.

## Задача проекта
Цель проекта — изучение и популяризация культурного и исторического наследия России в её неразрывной связи с историей других стран, развитие исторической журналистики и поддержка общественных инициатив, способствующих достижению этих целей. Проект сотрудничает с различными историческими изданиями, включая журнал «Дилетант» и радио «Маяк».

## Редакторский состав сайта
- Андрей Кирпичников — основатель проекта
- Татьяна Лянная — шеф-редактор портала «Маленькие Истории»